# ليفستونينة
الليفستونينة (الاسم العلمي: Livistoninae) هي تحت قبيلة من النباتات تتبع الفصيلة الفوفلية من رتبة الفوفليات.

## أجناس الليفستونينة
- الليفستونة
- الساريب